# استیک تاتار

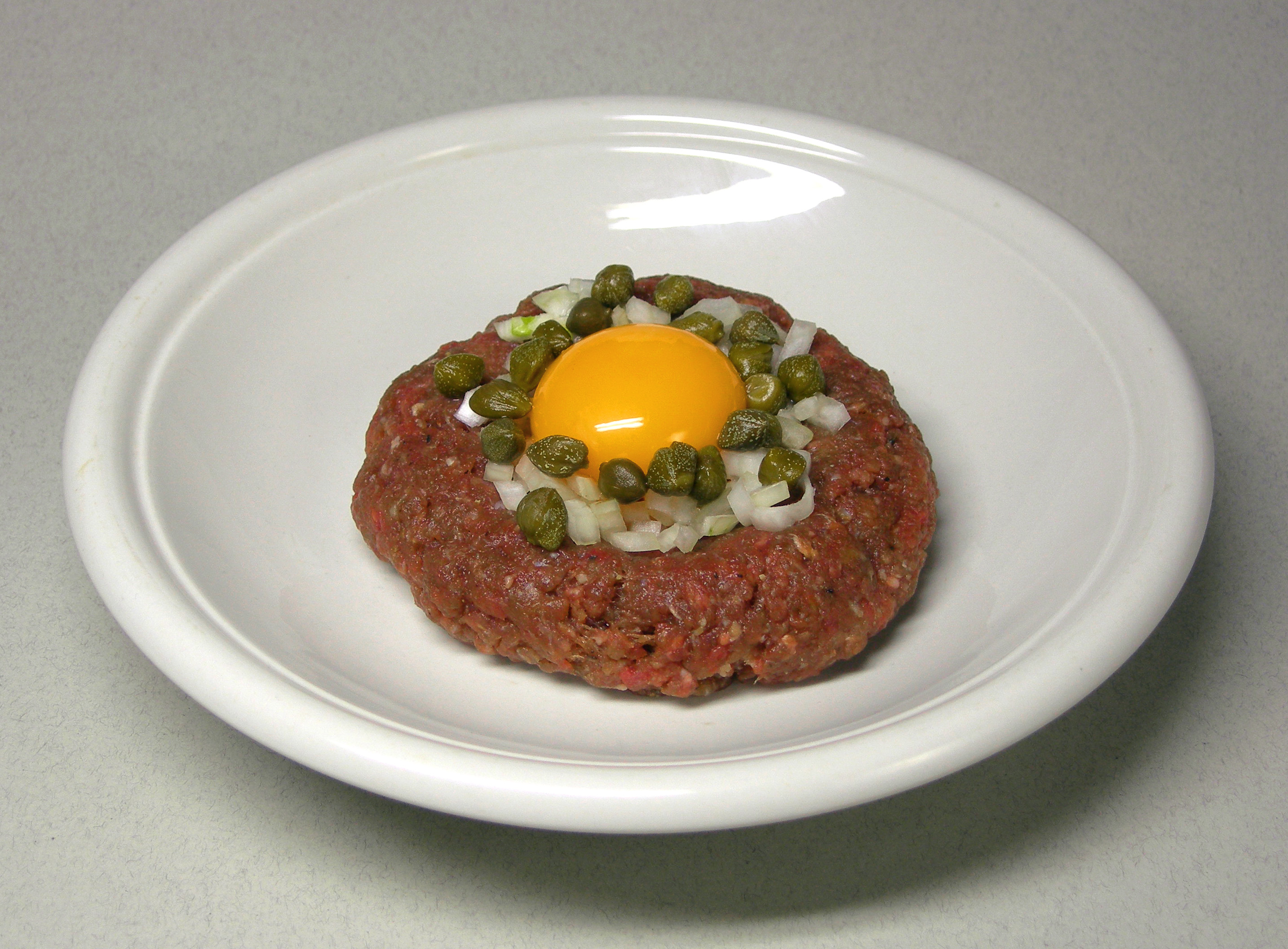
استیک تاتار

استیک تاتار (به انگلیسی: Steak tartare) نام غذایی گوشتی است که به صورت خام سرو می‌شود. برای تهیه این غذا از گوشت گاوی که دارای کیفیت بالا و بدون چربی باشد استفاده می‌شود و آن را یا چرخ کرده یا خیلی خوب قطعه‌قطعه می‌کنند و با نمک، فلفل و سبزیجات مزه‌دارش می‌نمایند. سپس آن را به شکل یک تودهٔ تپه‌مانند درون بشقاب گذاشته و بالایش را کنگره کنگره کرده و زردهٔ تخم‌مرغ خامی را روی آن قرار می‌دهند. این غذا معمولاً همراه با کبر، جعفری خردشده و پیاز سرو می‌شود.
گمان می‌رود خاستگاه این غذا استان‌های بالتیکی روسیه باشد که تاتارهای ساکن در آن نواحی در قرون وسطی گوشت قرمز را با چاقویشان نوار نوار بریده و آن را به‌صورت خام می‌خوردند.